# Joséphin Péladan
Joseph-Aimé Péladan, detto Joséphin Péladan (Lione, 28 marzo 1858 – Neuilly-sur-Seine, 27 giugno 1918), è stato uno scrittore, pittore ed esoterista francese.

## Biografia
Figlio del giornalista e letterato Adrien Péladan, si formò presso i collegi gesuiti di Avignone e Nimes. Dopo aver tentato di fondare un culto "devoto alla settima ferita di Cristo" negli anni settanta dell'Ottocento, si trasferì a Parigi nel 1881, dove lavorò per la rivista L'Artiste diretta da Arsène Houssaye e per la banca Crédit Francais; sempre nella capitale avviò una carriera di critico d'arte e di narratore. Nel 1884 , dopo un lungo viaggio in Italia emulo culturale del grand tour settecentesco, pubblicò il suo primo romanzo, Le vice suprême, incentrato sul misticismo orientale, che ebbe da subito successo in Francia e venne più volte ristampato; anche in virtù di quest'opera, poco dopo il suo lancio allacciò un profondo legame culturale con l'aristocratico lorenese, di lontana ascendenza italiana,  Stanislas de Guaita, di cui fu prima mentore e poi collaboratore nella fondazione dell'Ordine Cabbalistico della Rosacroce, stabilito, anche insieme a Gérard Encausse (da questo periodo, noto con lo ieronimo di Papus), come espressione del Supremo Consiglio direttivo del neonato Ordine Martinista. 
Il suo pensiero, rispetto a quello del Guaita nel tempo assai più incline alle dottrine del cattolicesimo, lo spinse nel 1890 a scegliere di abbandonare l'Ordine da lui stesso fondato e a dar vita a una nuova organizzazione, estetizzante, nota come Rosa-Croce Cattolica del Tempio e del Graal, (dalla quale gemmerà, di poi in Belgio, il gruppo KVMRIS, cui aveva aderito anche il famigerato cavaliere Le Clement de Saint-Marcq), che aveva l'obbiettivo di "rivelare alla teologia cristiana le magnificenze esoteriche di cui è piena, a sua insaputa". Il nuovo gruppo di Rosacroce, composto anche da vari pittori della scuola del simbolismo, organizzò, sotto la sua guida, vari Salon dal 1892 fino al 1897. Le sue teorie, fra cui quella secondo cui l'arte non deve presentare la realtà ma Idee, furono di riferimento, per numerose personalità letterarie e artistiche dell'epoca: Paul Gauguin, Stéphane Mallarmé, Paul Verlaine e Joris-Karl Huysmans; altri ancora, tra i minori. Fra gli artisti che Péladan ha promosso a fama e successo, lungo la sua vita di mistagogo iniziatico, vi sono stati Gustave Moreau, Maurice Chabas, Pierre Puvis de Chavannes, lo svizzero Ferdinand Hodler e l'olandese Jan Toorop. Le spoglie di Péladan, scomparso nel 1918, vennero sepolte nel parigino cimitero dei Batignolles. 

## Opere
- Le Vice suprême 1884
- Curieuse 1885
- Femmes honnêtes! 1885
- L'Initiation sentimentale 1887
- Istar 1888
- A coeur perdu 1888
- Coeur en peine 1890

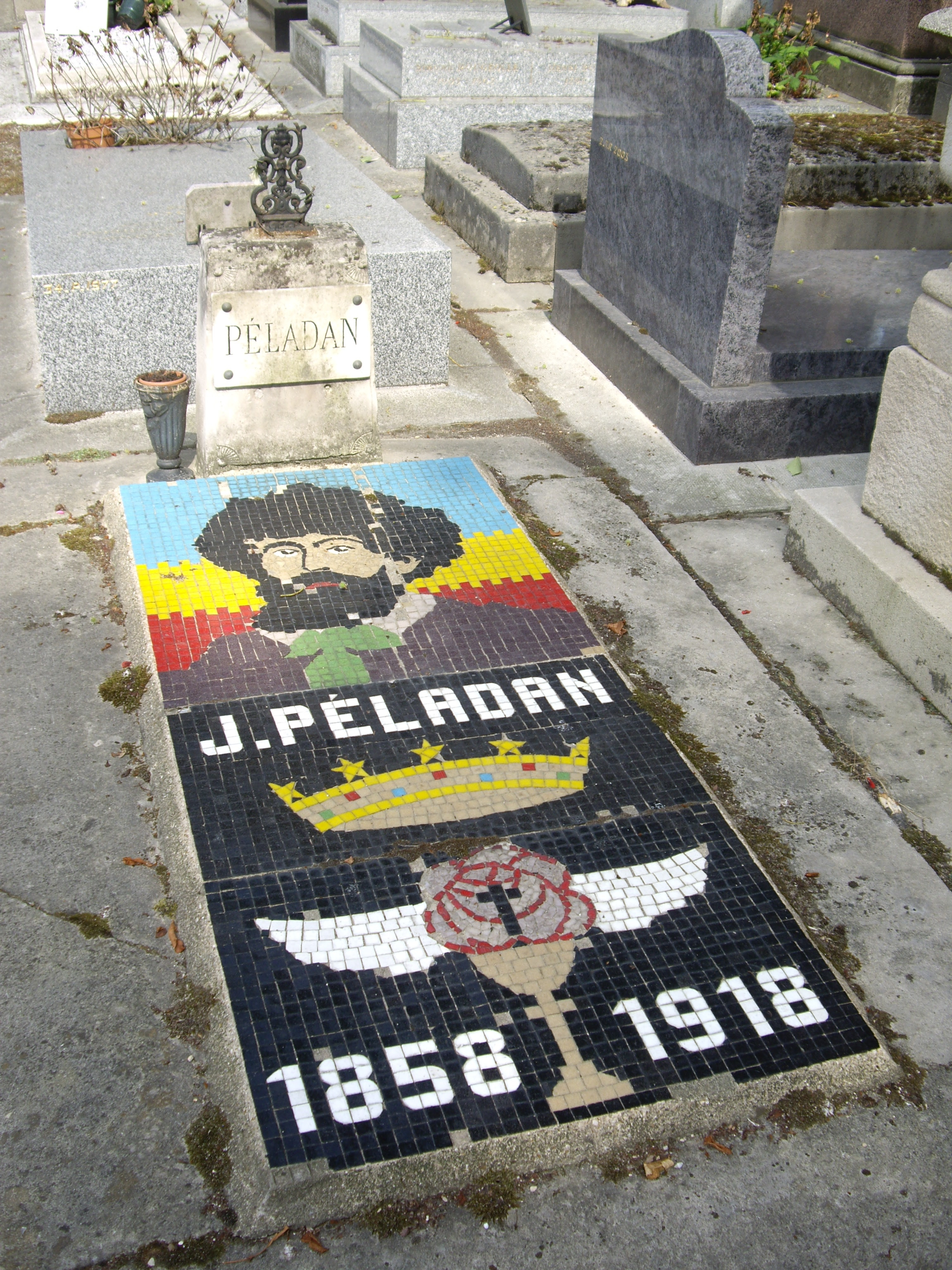
Tomba di Péladan al cimitero dei Batignolles a Parigi

- Le prochain conclave; instructions aux cardinaux 1890
- Comment on devient mage 1891
- L'androgyne 1891
- La gynandre 1891
- La Typhonia 1892
- Le panthée 1892
- La queste du Graal - proses lyriques de l'éthopée - la décadence latine (1892)
- Le théâtre complet de Wagner: les XI opéras scène par scène avec notes biographiques et critiques 1894
- L'art idéaliste et mystique: doctrine de l'ordre et du salon annuel des Rose + Croix  1894
- Babylone, tragedy 1895
- Mélusine 1895
- Le dernier Bourbon 1895
- Le livre du sceptre 1895
- La Prométhéide: trilogie d'Eschyle en quatre tableaux 1895
- Le Prince de Byzance, tragedy 1896
- Œdipe et le Sphinx 1903
- Sémiramis, tragédie en prose 1904
- La Dernière Leçon de Léonard de Vinci 1904
- La Clé de Rabelais 1905
- De Parsifal à don Quichotte 1906
- La Doctrine de Dante 1908
- La philosophie de Léonard de Vinci d'après ses manuscrits 1910
- De l'Androgyne. Théorie plastique 1910